# Clogmia albipunctata
Moucheron des éviers
Espèce
Synonymes
- Clogmia albipunctatus (Williston, 1893)[1]
- Clogmia albopunctata (misspelling)[1]

Clogmia albipunctata, le Moucheron des éviers ou mouche à drains, est une espèce de petits insectes diptères nématocères de la famille des Psychodidae, subcosmopolite des zones tropicales et tempérées. Il est découvert en Allemagne en 1993, en Grèce en 1995, en Belgique à partir de 2004,, en Slovaquie depuis 2012. En 2021, il est aussi potentiellement présent dans toute la France et est considéré comme présent dans toute l'Europe. 
Il ressemble à un minuscule papillon de nuit et se rencontre essentiellement dans les pièces humides des habitations.

## Taxonomie
Le nom valide complet (avec auteur) de ce taxon est Clogmia albipunctata Williston, 1893.
Les termes « Moucheron des éviers », « Moucheron des égouts » sont aussi attribués à d'autres espèces du genre Clogmia ainsi qu'à des espèces de genres voisins comme Psychoda.  

### Synonymes
Selon la base Biolib, on retrouve parfois le nom de Clogmia albopunctata avec une orthographe erronée, ainsi que Clogmia albipunctatus.

## Description
Clogmia albipunctata peut atteindre une longueur de 3 à 5 millimètres. Le corps et les ailes sont recouverts d'épais poils gris-brun au pouvoir hydrophobe. Les ailes sont pointues et présentent quelques taches blanches (d'où le nom latin de l'espèce). Bien qu'il s'agisse d'un diptère (une mouche), il a une apparence similaire à celle d'un petit papillon de nuit. Les antennes présentent des soies denses, chaque segment avec des verticilles séparés. 
L'humidité et la chaleur sont particulièrement appréciées par ces moucherons. Ces derniers déposent leurs œufs dans les endroits humides comme les canalisations, les déchets, les plantes d'intérieur ou la nourriture. On trouve parfois leurs larves dans les canalisations de douches ou dans les joints de baignoire mal entretenus.
Les femelles peuvent pondre 200 à 300 œufs, qui éclosent après quelques jours. Les larves apprécient les substrats humides. Elles deviennent adultes au bout de 10 à 15 jours. Le stade pupal dure 5 à 6 jours. Les adultes ne se nourrissent pas et passent la majeure partie de leur vie, qui dure une dizaine de jours, sur les murs. Ils se déplacent rarement et avec un vol faible. Selon une étude slovaque, la durée totale du cycle peut varier entre 27 et 90 jours. Elle postule que sur une année, une population hiverne à l'intérieur des bâtiments, avec environ 2 générations (en conditions favorables; sinon possiblement plus), puis une population externe prend le relai et peut se disperser, avec également environ 2 générations (en conditions favorables; sinon possiblement plus).

## Interaction avec l'humain
Cette mouche est d'origine circumtropicale et circumsubtropicale, devenue cosmopolite avec le développement des installations humaines (synanthropie). Sa dispersion est limitée par l'altitude, la température, les précipitations, la quantité et la qualité de la nourriture disponible.
Cette mouche est considérée comme pouvant transmettre des maladies, notamment dans les hôpitaux (maladies nosocomiales),. Mais contrairement à certaines allégations, les larves de Clogmia albipunctata ne provoquent pas de myiase véritable chez les humains. Elles sont strictement saprophages, se nourrissant uniquement de matières organiques en décomposition et sont incapables de survivre dans le corps humain. Leur présence dans des contextes cliniques relève généralement d’une contamination environnementale.  Les larves se nourrissant de déchets organiques, elles peuvent éventuellement transférer des bactéries sur l'alimentation si les aliments sont laissés à l'air libre proche des zones où les Clogmia albipunctata prolifèrent.

## Lutte antiparasitaire

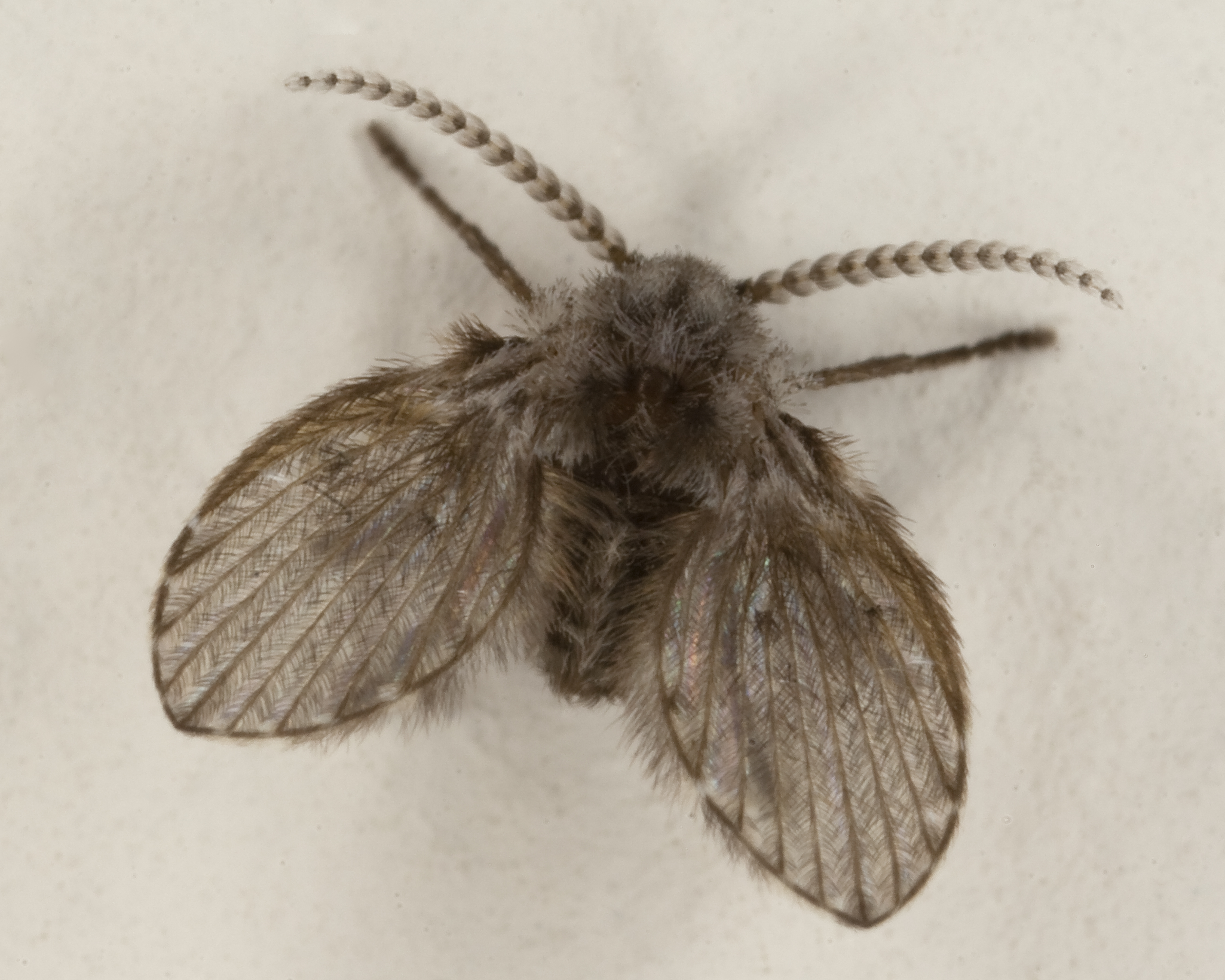
Photographie d'une mouche papillon (Clogmia albipunctata). Cet insecte mesure environ 2 mm de long.

La perméthrine, réputée pour son action répulsive et insecticide, peut être utilisée pour se débarrasser des Psychodidae et prévenir ou réduire l'ampleur des infestations de moucherons. Toutefois son utilisation est déconseillée en raison des graves répercussions sur la faune sauvage aquatique liée à la présence et à la persistance du principe actif dans l'environnement. 
Cependant, tuer uniquement les mouches adultes n'est généralement pas efficace ; les sources de nourriture larvaire doivent être supprimées pour empêcher davantage de mouches d'émerger. Un nettoyage en profondeur des canalisations et des zones infectées, peut éliminer les larves de ces moucherons.